# 히로시마 고속도로
히로시마 고속도로(일본어: 広島高速道路, Hiroshima Expressway)는 히로시마현 히로시마시와 그 주변 지역을 중심으로 관통하고 있는 노선망을 보유하고 있는 유료 자동차 전용도로이자 고속도로이다. 그러나 이 도로는 히로시마 고속도로공사가 건설 및 관리를 위주로 행하여지는 지정 도시고속도로로 이루어져 있는 도로망을 가리킨다. 일반적인 약칭을 보면 히로시마 고속(広島高速)이라고 표현한다. 그래서 일본의 지역 고규격 도로의 설계 노선으로 지정된 상태이기도 하다. 다만, 총 연장은 31.1 km(기개통 구간 25.0 km)이다. 현재 히로시마 고속도로의 각 노선들은 도로교통법상 히로시마현도, 히로시마시도 등으로 구성되어 있다. 현재 보유 중인 노선은 5개의 노선이 있는 것으로 전하고 있으며 현재 히로시마 고속도로 5개 노선 중 1, 2, 5호선은 히로시마현도를, 3·4호선은 히로시마시도로 지정되어 있다.

## 보유중인 노선
- 히로시마 고속 1호선 (安芸府中道路)
- 히로시마 고속 2호선(일본어판) (府中仁保道路)
- 히로시마 고속 3호선(일본어판) (広島南道路)
- 히로시마 고속 4호선(일본어판) (広島西風新都線)
- 히로시마 고속 5호선(일본어판) (東部線, 미개통이며 용지가 매수중인 상태)